# Uông Văn Bân
Uông Văn Bân (tiếng Trung: 汪文斌; bính âm: Wāng Wénbīn; sinh tháng 4 năm 1971) là một chính khách, nhà ngoại giao người Trung Quốc, đảng viên Đảng Cộng sản Trung Quốc, hiện là Đại sứ toàn quyền của Trung Quốc tại Campuchia. Nguyên phát ngôn viên của Bộ Ngoại giao Cộng hòa Nhân dân Trung Hoa và Phó Vụ trưởng Vụ Thông tin Bộ Ngoại giao. Ông là phát ngôn viên thứ 32 kể từ khi chức vụ này được thành lập vào năm 1983. Ông từng là đại sứ Trung Quốc tại Tunisia từ năm 2018 và từng có một thời gian làm việc tại Đại sứ quán Trung Quốc ở Mauritius và Senegal.

## Tiểu sử
Uông Văn Bân sinh vào tháng 4 năm 1971 tại tỉnh An Huy, Trung Quốc. Ông theo học tại trường trung học Nam Kinh Kim Lăng. Năm 1989, ông theo học chuyên ngành Pháp ngữ tại Trường Đại học Ngoại giao Trung Quốc. Sau khi tốt nghiệp, ông được phân công về Bộ Ngoại giao. Ông từng đảm nhiệm nhiều chức vụ ngoại giao khác nhau bao gồm phó giám đốc kiêm giám đốc Văn phòng Nghiên cứu Chính sách, tham tán chính trị của Đại sứ quán Trung Quốc tại Cộng hòa Mauritius, cố vấn của Cục Hoạch định Chính sách, và Phó Giám đốc Cục Hoạch định Chính sách. Ông được Ủy ban Thường vụ Đại hội Đại biểu Nhân dân Toàn quốc lần thứ 13 chỉ định thay thế Biên Yến Hoa làm Đại sứ tại Tunisia vào tháng 5 năm 2018. Vào ngày 17 tháng 7 năm 2020, ông được bổ nhiệm làm người phát ngôn của Bộ Ngoại giao, kế nhiệm Cảnh Sảng.

## Đời tư
Uông Văn Bân đã kết hôn và có một cô con gái.